# Victor Pirson

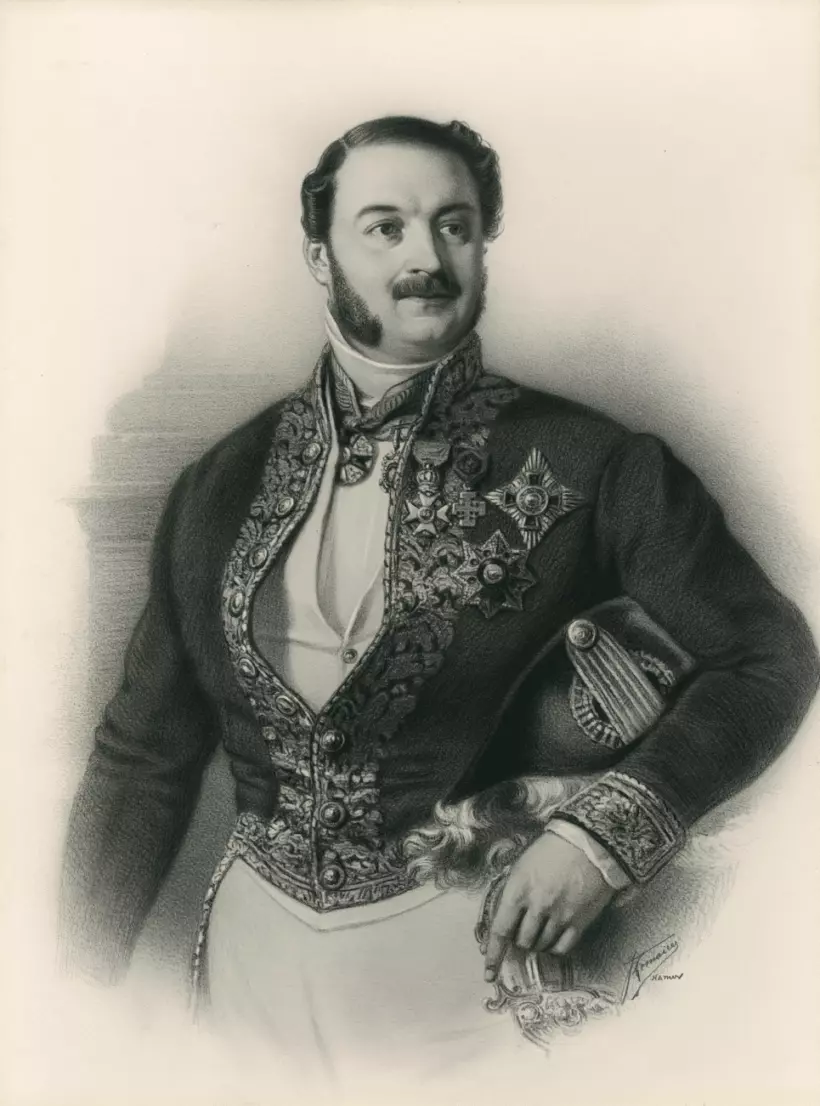
Victor Pirson

Victor François Perpète Pirson (Dinant, 28 april 1809 - Brussel, 13 december 1867) was een Belgisch militair, diplomaat en liberaal politicus.

## Biografie
Victor Pirson was een zoon van de constituant François Pirson en Marie-Agnès Dupont. Hij doorliep een militaire carrière van 1825 tot 1848. Hij kreeg zijn opleiding aan de kadettenschool in Delft (1825) en aan de militaire school in Breda (1828). Hij werd vervolgens onderluitenant in het leger van het Verenigd Koninkrijk der Nederlanden. Na 1830 vervolgde hij zijn carrière in het Belgische leger en doorliep de verschillende graden tot die van kolonel. In 1848 vroeg hij ontslag.
Als militair attaché volbracht hij diplomatieke opdrachten in Constantinopel, New York en Texas. In 1843 volgde hij zijn vader François Pirson op als volksvertegenwoordiger voor het arrondissement Thuin, terwijl hij officier bleef. De wet op de onverenigbaarheden zou hem voor de keuze gesteld hebben, maar net op tijd werd hij in 1848 tot provinciegouverneur van Namen benoemd. Drie jaar later verliet hij dit ambt om directeur bij de Nationale Bank van België te worden. Pirson behoorde tot de gematigde vleugel van de liberalen.
Hij was ook actief in de industrie als bestuurder van:
- Papéteries de Belgique,
- Linière de Saint-Léonard,
- Compagnie immobiliaire de Belgique,
- Charbonnages de Courcelles Nord,
- Assurances Phénix.

en als voorzitter van:
- Société des Actions réunies,
- Fabrique Belge de Laines Peignées.

Daarnaast was hij ook nog commissaris in een hele reeks vennootschappen.